# Cerro Veronese
Cerro Veronese é uma comuna italiana da região do Vêneto, província de Verona, com cerca de 2.038 habitantes. Estende-se por uma área de 10,17 km², tendo uma densidade populacional de 204 hab/km². Faz fronteira com Bosco Chiesanuova, Grezzana, Roverè Veronese.

## Demografia
| Variação demográfica do município entre 1861 e 2011                               |
|                                                                                   |
| Fonte: Istituto Nazionale di Statistica (ISTAT) - Elaboração gráfica da Wikipedia |